# Goddag, dyr
Goddag dyr er en dansk børnefilm fra 1947, der er instrueret af Albert Mertz og Jørgen Roos.

## Handling
I den lille film siger man siger goddag til dyrene i naturen, på gården og i zoologisk have.